# Pteris pearcei
Pteris pearcei är en kantbräkenväxtart som beskrevs av Bak. Pteris pearcei ingår i släktet Pteris och familjen Pteridaceae. Inga underarter finns listade.